# Осада Каннанура
Осада Каннанура (англ. Siege of Cannanore) — четырёхмесячная осада объединёнными силами раджи Каннанура и заморина Каликута португальского гарнизона форта Сент-Анжело (порт. St. Angelo Fort) в Каннануре, Малабарский берег Индии, с апреля по август 1507 года. Осада последовала за поражением флота заморина в Битве при Каннануре 1506 года.

## Предыстория
Стремясь обеспечить монопольную торговлю специями с западным берегом Индии, португальцы с 1501 года втянулись в вооружённый конфликт с заморином Каликута. Торговая фактория в Каликуте была разграблена, адмирал Педру Алвариш Кабрал, находившийся во главе 2-й Индийской армады Португалии, в ответ разорил Каликут, однако португальцев пригласили для торговли конкуренты Каликута — Каннанур и Кочин. С раджой Каннанура был подписан  договор, по которому португальцы в 1502 году построили небольшую торговую факторию в Каннануре. В 1505 году Франсишку ди Алмейда, первый португальский вице-король Индии, получил разрешение возвести каменный форт, получивший название «форт Сент-Анжело». Возведя форт, португальцы оставили в нём постоянный гарнизон в 150 человек под командованием Лоуренсу ди Брито (порт. Lourenço de Brito).
Раджа Каннанура, бывший горячим сторонником португальцев, умер в 1506 году. Новый раджа оказался сторонником заморина и не приветствовал нахождение португальцев в своих владениях.
Отношения с Каннануром осложнились ещё больше, когда португальцы захватили индийский торговый корабль, конфисковали груз, убили всех моряков, а корабль затопили. Дело в том, что португальцы начали контролировать всё судоходство в Аравийском море. Они требовали, чтобы каждый корабль имел картаз — специальную лицензию, выдаваемую португальской администрацией. Португальцы, силами ежегодно снаряжаемыми Португальским королевством Индийских армад, патрулировали Аравийское море, считая каждый корабль без картаза легитимной добычей. Захваченный торговый корабль, хотя и принадлежал индийским союзникам, не имел картаза, поэтому португальцы посчитали его законной добычей.
Возмущённые жестокостью португальцев, индийцы Каннанура присоединились к антипортугальской коалиции заморина и атаковали форт Сент-Анжело.

## Осада
Совместные силы, осадившие португальский форт, состояли из 40 000 солдат Каннанура, 20 000 солдат и 21 пушки заморина при поддержке гораздо меньшего числа арабов. Осада продолжалась ровно четыре месяца — с 27 апреля по 27 августа 1507 года. За счёт большого преимущества в огневой мощи, гарнизону форта, под командованием Лоуренсу ди Брито, удавалось сдерживать все атаки индийцев.
Португальский хронист Фернан Лопес де Кастаньеда оставил подробное описание осады: у португальцев кончились запасы еды, они голодали, сдача форта казалась неизбежной, но 15 августа на берег штормом вынесло лобстеров, и португальцы воспряли духом. В 20-х числах августа индийцы предприняли очередную атаку, которую португальцам с огромным трудом удалось отбить. На этот момент почти все оставшиеся в живых защитники форта были ранены.
Гарнизон был уже на гране сдачи, когда 27 августа к берегу подошла флотилия 8-й Индийской армады Португалии под командованием Тристана да Кунья. Флотилия высадила 300 солдат, и осада была снята.
С раджой был заключён новый мирный договор, по которому подтверждалось присутствие португальцев в Каннануре, и они вернулись на рынки специй.